# Turnditch
Turnditch – wieś w Anglii, w hrabstwie Derbyshire, w dystrykcie Amber Valley. Leży 12 km na północny zachód od miasta Derby i 194 km na północny zachód od Londynu.